# Contrôle automatisé du franchissement de passage à niveau
Cet article couvre le concept de contrôle automatisé du franchissement de passage à niveau en France. Il s'agit d'un radar automatique non dédié au contrôle de vitesse.

## Histoire
Ce dispositif dont l'expérimentation est lancée en février 2005 s'inscrit dans la continuité de la mise en place du contrôle-sanction automatisé des vitesses qui trouve ses fondements dans la loi du 12 juin 2003 renforçant la lutte contre la violence routière.
On se référera donc utilement à la section histoire des radars automatiques en France : Radar automatique en France#Histoire.

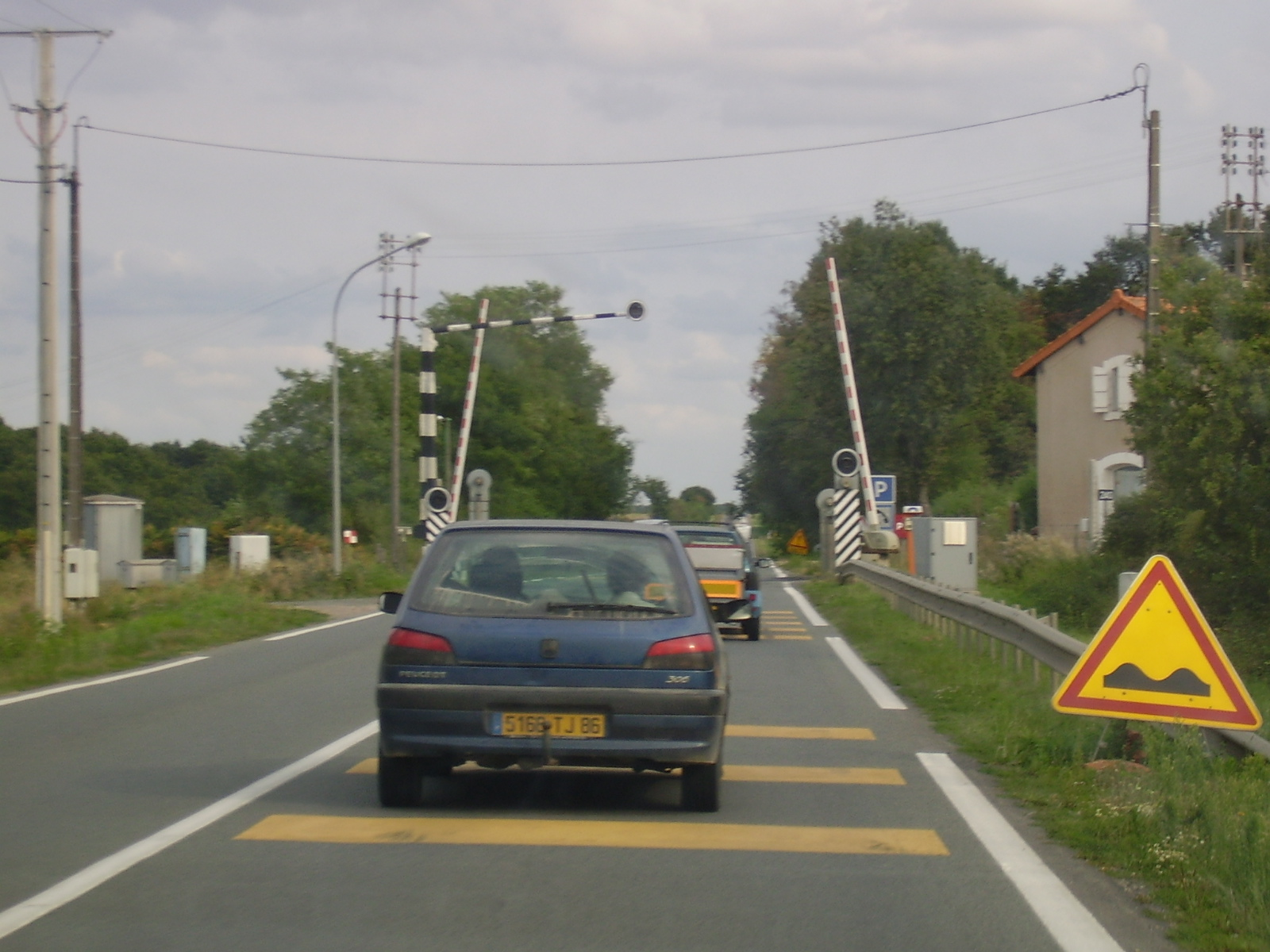
Passage à niveau de Lhommaizé (Vienne)

Un système est expérimenté depuis février 2005, en concertation avec RFF et la SNCF, à Lhommaizé près de Poitiers sur la RN 147,. Il a pour objet de tester l’efficacité d’un système de contrôle automatique sur la réduction des infractions aux passages à niveau.

## Un enjeu sécuritaire
La France compte, fin 2007, quelque 18 851 passages à niveau, dont 340 sont jugés « préoccupants » en fonction d’accidents répétés ou d’une probabilité liée à l’intensité des trafics ferroviaire et routier.
En 2016, pour une centaine de collisions, on dénombre 31 morts et 15 blessés graves. Dans 98% des cas, les automobilistes sont la cause de ces accidents.

## Déploiement du dispositif
Un premier radar pour contrôler la vitesse aux passages à niveau a été installé le 18 décembre 2008 par Réseau ferré de France (RFF) à Étrembières (Haute-Savoie). Cette installation fait suite à l'accident d'Allinges de juin 2008, une collision entre un train et un bus qui avait coûté la vie à sept collégiens. Il s'agit d'une cabine radar de 3e génération.
Une soixantaine de radars devraient être installés dans toute la France en 2009. Les radars repérant les automobilistes qui traversent les voies alors que les feux clignotent ou sont au rouge sont fin 2008 encore à l'étude,. Au 1er novembre 2013 il y avait 45 radars de ce type installés en France . 

## Base législative et réglementaire

### Textes de base
- Loi no 2003-495 du 12 juin 2003[7]renforçant la lutte contre la violence routière.
- Décret no 2003-642 du 11 juillet 2003[8] portant application de certaines dispositions de la loi no 2003-495 du 12 juin 2003 renforçant la lutte contre la violence routière et modifiant notamment le code pénal, le code de procédure pénale et le code de la route.
- Délibération no 03-041 du 23 septembre 2003 de la Commission nationale de l'informatique et des libertés portant avis sur un projet d'arrêté interministériel portant création d'un dispositif expérimental visant à automatiser la constatation de certaines infractions routières et l'envoi de l'avis de contravention correspondant et sur un projet d'arrêté modifiant l'arrêté du 29 juin 1992 portant création du système national des permis de conduire.
- Arrêté du 27 octobre 2003[9] portant création du système de contrôle sanction automatisé.

### Textes connexes
- Arrêté du 29 juin 1992 portant création du Système national des permis de conduire et le projet d'arrêté modificatif de cet arrêté.
- Arrêté du 20 janvier 1994 portant création du fichier national des immatriculations.
- Arrêté du 18 juillet 1994 portant création du traitement automatisé de suivi du recouvrement des amendes et des condamnations pécuniaires.

## Le processus
Pour l'instant le processus n'est pas automatisé. À terme, il devrait être similaire à celui du contrôle-sanction automatisé des vitesses.
Voir : Radar automatique en France#Processus.

## Le matériel
L’expérience étant en cours, aucune donnée sur le matériel n’est disponible.